# Oligodattilia
Si definisce oligodattilia (greco antico: oligos, "pochi/e" and δάκτυλος daktylos, "dita") la presenza di meno di cinque dita a una mano o ad un piede. L'oligodattilia a volte interessa più di un'estremità del corpo. Talvolta la condizione viene chiamata ipodattilia ma è un'imprecisione, in quanto in greco i prefissi ipo- e iper- venivano usati per indicare scale continue, mentre oligo- e poli- venivano usati in caso di quantità discrete. L'oligodattilia è quindi l'opposto della polidattilia; è molto rara e ha in genere una causa genetica (può essere un'anomalia a trasmissione familiare).
L'oligodattilia è un segno clinico di molte patologie diverse, tra cui la sindrome di Poland e la sindrome di Baller-Gerold; è inclusa nell'insieme delle micromelie. Nel caso in cui le dita a mancare siano quelle centrali della mano o del piede, le estremità affette da questo tipo di ectrodattilia sono definite ad artiglio.
Le persone con oligodattilia spesso hanno una funzionalità normale delle dita (seppur queste siano in numero ridotto) e possono acquisire una buona manualità. Gli impedimenti nella vita quotidiana dovuti alla malformazione sono spesso lievi o del tutto assenti. Anche nel caso di forme gravi di oligodattilia, il paziente può svolgere attività che richiedano una coordinazione fine a livello delle mani, come scrivere e guidare.
L'incidenza dell'oligodattilia nella popolazione dello Zimbabwe settentrionale sembra essere molto più elevata della media mondiale.